# Senoculus maronicus
Senoculus maronicus is een spinnensoort uit de familie Senoculidae. De soort komt voor in Frans-Guyana.